# So nah und doch so fern
So nah und doch so fern (Originaltitel: The Next Phase) ist die 24. Folge der fünften Staffel der US-amerikanischen Science-Fiction-Fernsehserie Raumschiff Enterprise – Das nächste Jahrhundert. Sie wurde in den Vereinigten Staaten über Syndication vermarktet und erstmals am 11. Mai 1992 auf verschiedenen Fernsehsendern ausgestrahlt. In Deutschland war sie zum ersten Mal am 5. Mai 1994 in einer synchronisierten Fassung auf Sat.1 zu sehen.

## Handlung
Im Jahr 2368 bei Sternzeit 45892.4 empfängt die Enterprise einen Notruf von einem Forschungsschiff der Romulaner. Um ihnen zu helfen, beamt ein Außenteam bestehend aus dem ersten Offizier Riker, Sicherheitschef Worf, dem Chefingenieur La Forge und Fähnrich Ro Laren hinüber. La Forge stellt fest, dass der Graviton-Generator des romulanischen Schiffs ersetzt werden muss. Er und Ro wollen mit dem defekten Generator zurück auf die Enterprise beamen, um dort einen neuen zu replizieren. Beim Transport kommt es jedoch zu Komplikationen und es gelingt nicht, sie wieder zu materialisieren.
Ro findet sich in einem Korridor der Enterprise wieder. Sie ist verwundert, dass weder der Schiffscomputer noch die automatischen Türen auf sie reagieren. Auch die anderen Besatzungsmitglieder scheinen sie nicht zu beachten. Auf der Krankenstation hört sie ein Gespräch zwischen Captain Picard und Schiffsärztin Beverly Crusher mit, aus dem hervorgeht, dass man sie und La Forge offenbar für tot hält. Als Picard schließlich einfach durch sie hindurchläuft, reift in ihr die Erkenntnis, dass sie wohl ein Geist sein muss. Im Maschinenraum trifft Ro auf La Forge und beide stellen erleichtert fest, dass sie sich zumindest gegenseitig wahrnehmen können. Im Gegensatz zu Ro glaubt La Forge nicht, dass er tot ist, und will herausfinden, was während des Transports passiert ist.
Die Reparaturen auf dem romulanischen Schiff werden fortgesetzt und über einen Energiestrahl von der Enterprise werden die Maschinen am Laufen gehalten. Die Helfer von der Enterprise fliegen jetzt mit Shuttles hinüber. Der zweite Offizier Data, der La Forge als seinen besten Freund betrachtet, bittet Picard, die Trauerfeier für ihn und Ro organisieren zu dürfen. Außerdem übernimmt er die Leitung für die Untersuchung des Transporterunfalls. In der Messung einer Chronitonen-Fluktuation scheint für ihn eine erste Spur zu liegen. Ro und La Forge können in ihrem veränderten Zustand feste Materie durchdringen. Sie nutzen das aus, um durch Wände zu gehen und sich so durch die Enterprise zu bewegen. La Forge verfolgt Datas Untersuchung und da dieser glaubt, die Ursache befinde sich auf dem romulanischen Schiff, begleiten ihn Ro und La Forge dorthin. Während des Flugs mit dem Shuttle bespricht Data mit Worf seine Schwierigkeiten, die Trauerfeier angemessen zu planen, da es extrem viele kulturelle Bräuche gibt und er sich nicht für die richtigen entscheiden kann.
Auf dem romulanischen Schiff angekommen, sieht sich La Forge gründlich im Maschinenraum um. Er nutzt auch seine neugewonnene Fähigkeit, um in die Maschinen hineinzusehen. Dabei stellt er fest, dass das Schiff über einen molekularen Phasenumkehrer verfügt, der Materie in eine andere Phase versetzen kann, wodurch sie unsichtbar wird und andere Materie durchdringen kann. Er vermutet, dass es sich um ein Experiment für eine neue Art von Tarnvorrichtung handelt. Die Klingonen hatten mit einer Kombination aus Phasenumkehrer und Tarnvorrichtung experimentiert, die Versuche aber aufgegeben, weil zu viel Unfälle passierten. Dieses Gerät muss für den Transporterunfall verantwortlich sein. Ro und La Forge sind also nicht tot, sondern nur aus der Phase verschoben. Ihre Freude darüber währt nur kurz, denn es tut sich ein neues Problem auf. Die beiden hören ein Gespräch von zwei romulanischen Offizieren mit, die besorgt sind, dass die Helfer ihren Phasenumkehrer entdecken könnten. Um zu verhindern, dass ihr Experiment bekannt wird, wollen sie die Enterprise nach Abschluss der Reparaturen zerstören. Dazu soll unbemerkt eine Myon-Rückkopplungswelle über den Energiestrahl zur Enterprise gesendet werden. Diese soll eine Explosion verursachen, sobald sie ihren Warp-Antrieb aktiviert.
Ro und La Forge kehren umgehend auf die Enterprise zurück, um einen Weg zu finden, ihren Zustand wieder umzukehren und die Besatzung zu warnen. Ein weiterer romulanischer Offizier, der ebenfalls aus der Phase verschoben wurde, folgt ihnen heimlich. Data registriert weiterhin Chronitonen-Strahlung, die er durch Anyonen neutralisiert. La Forge und Ro bemerken, dass die Orte, an denen die Strahlung auftritt, die gleichen sind, an denen sie sich aufgehalten haben. Sie selbst scheinen also die Quelle der Strahlung zu sein. La Forge stellt außerdem fest, dass es ihm deutlich schwerer fällt, Materie zu durchdringen, nachdem er seine Hand in Datas Anyonenstrahl gehalten hat.
Auf der Brücke wird Ro von dem Romulaner überrascht. Er bedroht sie mit einer Waffe und will zu La Forge gebracht werden. Sie kann ihn jedoch abschütteln und eine Verfolgungsjagd durch mehrere Quartiere beginnt. Der Romulaner feuert mehrmals seine Waffe ab, was einen extremen Anstieg der Chronitonen-Strahlung verursacht. Data geht dem umgehend nach, wodurch der Romulaner kurz abgelenkt wird. Gemeinsam können Ro und La Forge ihn überwältigen und ihm seine Waffe entreißen. Der Romulaner fällt dabei durch die Außenhülle der Enterprise und findet im Weltall den Tod.
Da die Reparaturen abgeschlossen sind, wird der Energiestrahl abgeschaltet und Picard möchte weiterfliegen. Ro und La Forge läuft die Zeit davon. Sie müssen irgendwie dafür sorgen, dass sie schnell mit einer hohen Dosis von Anyonen bestrahlt werden. Sie glauben, ihre Trauerfeier, die in der Bar „Zehn Vorne“ abgehalten wird, sei ein guter Ort dafür, denn dort halten sich viele Leute auf, die sie sofort sehen dürften, falls sie durch die Anyonen wieder sichtbar werden. Sie müssen feststellen, dass Data eine recht ungewöhnliche Feier mit fröhlicher Jazz-Musik organisiert hat. Sie feuern mehrfach die romulanische Waffe ab, was wieder zu einem Anstieg der Chronitonen-Strahlung führt. Data möchte dieses Problem erst beseitigen, bevor die Enterprise auf Warp gehen kann. Er lässt das „Zehn Vorne“ mit Anyonen bestrahlen, doch die Dosis ist noch nicht hoch genug. Ro und La Forge lassen die romulanische Waffe durch eine Überlastung explodieren, was Data veranlasst, die Anyonen-Dosis zu erhöhen. Hierdurch werden Ro und La Forge für einen kurzen Moment sichtbar, wodurch Data zu der Erkenntnis gelangt, dass sie nicht tot, sondern getarnt sind. Er lässt die Dosis noch weiter erhöhen, wodurch ihre Phasenverschiebung schließlich dauerhaft aufgehoben wird. Sie werden wieder sichtbar und können die Besatzung vor der romulanischen Rückkopplungswelle warnen.

## Verbindungen zu anderen Star-Trek-Produktionen
Einige Elemente aus dieser Folge wurden in späteren Star-Trek-Produktionen wieder aufgegriffen:
- In Folge 6.25 (Gefangen in einem temporären Fragment) von Raumschiff Enterprise – Das nächste Jahrhundert aus dem Jahr 1993 versorgt die Enterprise erneut ein beschädigtes romulanisches Schiff mit einem Energiestrahl.
- Die experimentelle Interphasentarnvorrichtung der Romulaner spielt in Folge 7.12 (Das Pegasus-Projekt) von Raumschiff Enterprise – Das nächste Jahrhundert aus dem Jahr 1994 noch einmal eine Rolle. Hier stellt sich heraus, dass auch die Sternenflotte bereits heimlich mit dieser Technologie experimentiert hat.
- Der bajoranische Totengesang kommt auch in zwei Folgen von Star Trek: Deep Space Nine vor. In Folge 3.02 (Das ungefährlichste Spiel) der animierten Serie Star Trek: Lower Decks aus dem Jahr 2022 kommt mit dem bajoranischen Klagegesang ein ganz ähnliches Genre vor.

## Produktion
So nah und doch so fern war ursprünglich als eine kostengünstige Folge geplant, doch aufgrund der zahlreichen verwendeten Spezialeffekte wurde sie zu einer der teuersten der fünften Staffel von Raumschiff Enterprise – Das nächste Jahrhundert.

### Drehbuch
In dem Drehbuch für diese Folge wurden zwei unterschiedliche Vorschläge zu einer Geschichte kombiniert. Ursprünglich sollten La Forge und Troi aus der Phase verschoben werden, doch das Produktionsteam fand, dass Troi in der fünften Staffel bereits genug Actionszenen hatte, und tauschten sie deshalb gegen Ro Laren aus.

### Darsteller
Thomas Kopache, Darsteller von Mirok, spielte auch den Lokführer in Folge 7.23 (Neue Intelligenz) von Raumschiff Enterprise – Das nächste Jahrhundert, einen Kommunikationsoffizier im Spielfilm Star Trek: Treffen der Generationen, Kira Taban in zwei Folgen von Star Trek: Deep Space Nine, Viorsa in Folge 2.23 (Das Ultimatum) von Star Trek: Raumschiff Voyager und zwei Gastrollen in je einer Folge von Star Trek: Enterprise.
Susanna Thompson, Darstellerin von Varel, spielte auch Jaya in Folge 6.21 (Phantasie oder Wahrheit) von Raumschiff Enterprise – Das nächste Jahrhundert, Dr. Lenara Kahn in Folge 4.09 (Wiedervereinigt) von Star Trek: Deep Space Nine und die Borg-Königin in drei Folgen von Star Trek: Raumschiff Voyager.
Brian Cousins, Darsteller von Parem, spielte auch Crosis in der Doppelfolge 6.26/7.01 (Angriff der Borg) von Raumschiff Enterprise – Das nächste Jahrhundert und Paltani in Folge 2.12 (Der Laufsteg) von Star Trek: Enterprise.

## Rezeption
Die Folge wurde 1992 für einen Primetime Emmy Award in der Kategorie „Beste Einzelleistung in der Tonmischung für eine Dramaserie“ nominiert.
Keith DeCandido bewertete So nah und doch so fern 2012 auf tor.com als eine sehr gute Folge von Raumschiff Enterprise – Das nächste Jahrhundert, die gut funktioniert, wenn man das Logikloch ignoriert, dass Ro und La Forge nicht durch den Boden fallen. Er lobte die Schauspielleistung von LeVar Burton und Michelle Forbes. Weiterhin gefiel ihm, dass auch die anderen Hauptfiguren durch ihre Auseinandersetzung mit dem vermeintlichen Tod von Ro und La Forge gute Charaktermomente bekommen. Auch fand er die Folge sehr gut strukturiert und meinte, dass sich Charaktermomente und die Weiterentwicklung der Handlung hier ausgezeichnet die Waage halten.

## Parodien und Anspielungen
In Folge 5.12 (Wurmloch extrem) der Science-Fiction-Serie Stargate – Kommando SG-1 aus dem Jahr 2001 gibt es eine Anspielung auf So nah und doch so fern. Darin soll für die fiktive Serie Wurmloch Extrem eine Folge gedreht werden, in der eine der Hauptfiguren „außerhalb der Phase“ ist. Nach der Lektüre des Drehbuchs bespricht die Darstellerin mit dem Regisseur das offensichtliche Problem, dass sie zwar durch Wände gehen kann, aber nicht durch den Boden fällt.